# Springfield (Oregon)

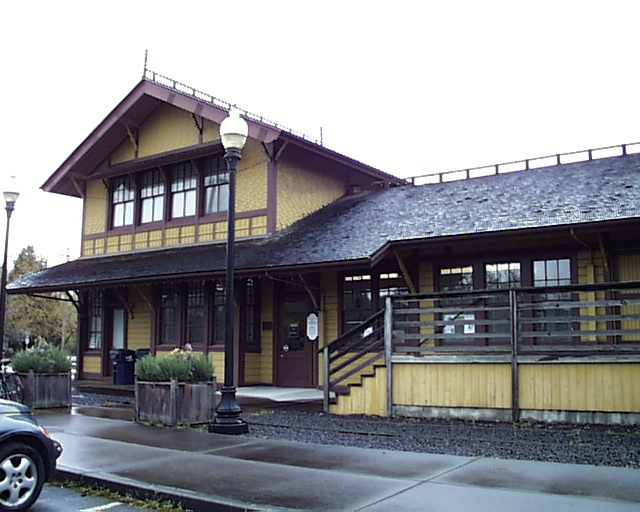
A helyi vasútállomás

Springfield az Amerikai Egyesült Államok északnyugati részén, Oregon állam Lane megyéjében, a Willamette-völgy déli részén, az Eugene-Springfield agglomerációban helyezkedik el. Eugene-től nyugaton az Interstate 5 választja el. Eugene után az agglomeráció legnagyobb települése.
A 2010. évi népszámlálási adatok alapján a városnak 59 403 lakója van. A város teljes területe 40,79 km², melyből 0,03 km² vízi.

## Történet
Springfield első telepesei Elias és Mary Briggs, valamint családjuk voltak. Ők voltak az elsők, akik az úgynevezett „déli útvonalon” (Klamath-tó–Klamath-vízesés–Rogue-völgy–Willamette völgy) érkeztek a helyre. Elias Briggs és William Stevens egy kompot üzemeltettek a közeli Willamette-folyón.
Az elérhető dokumentumok alapján Stevens volt az első földtulajdonos; ő 1847-ben érkezett. Három fiával házépítésbe kezdtek, majd karácsonykor a család többi része is odaköltözött.
Egy másik, ebben az évben érkező telepes id. Felix Scott kapitány volt, aki a McKenzie- és Willamette-folyók közé költözött.
1854-ben alapították a 19. számú Springfieldi Iskolakerületet. A 7. és B utcák sarkán egy kis iskolaépületet emeltek, mely 1880-ig működött. Az első tanár egy fiatal pennsylvaniai nő, Miss Agnes Stewart lett. Ő 1853-ban, egy emigránsokat szállító vagonban érkezett.
1871-ben az Oregon–Kalifornia vasútvonal építésekor a vonalat Springfield helyett Harrisburg felé építették; állítólag néhány helyi üzletember 40 000 dollárt fizetett ezért Ben Holladaynek. Ez a mai napig viszályokat szül.
Springfield 1885-ben kapott városi rangot; első polgármestere egy helyi kovács, Albert Walker lett.
1992 májusában a város volt az USA-ban első, amely egy helyi konzervatív katolikus szervezet, az Oregon Citizens Alliance kampánya folytán melegellenes intézkedéseket írtak volna az alapszabályba, ám ezek életbelépését később egy törvénnyel megakadályozták.

## Földrajz és éghajlat

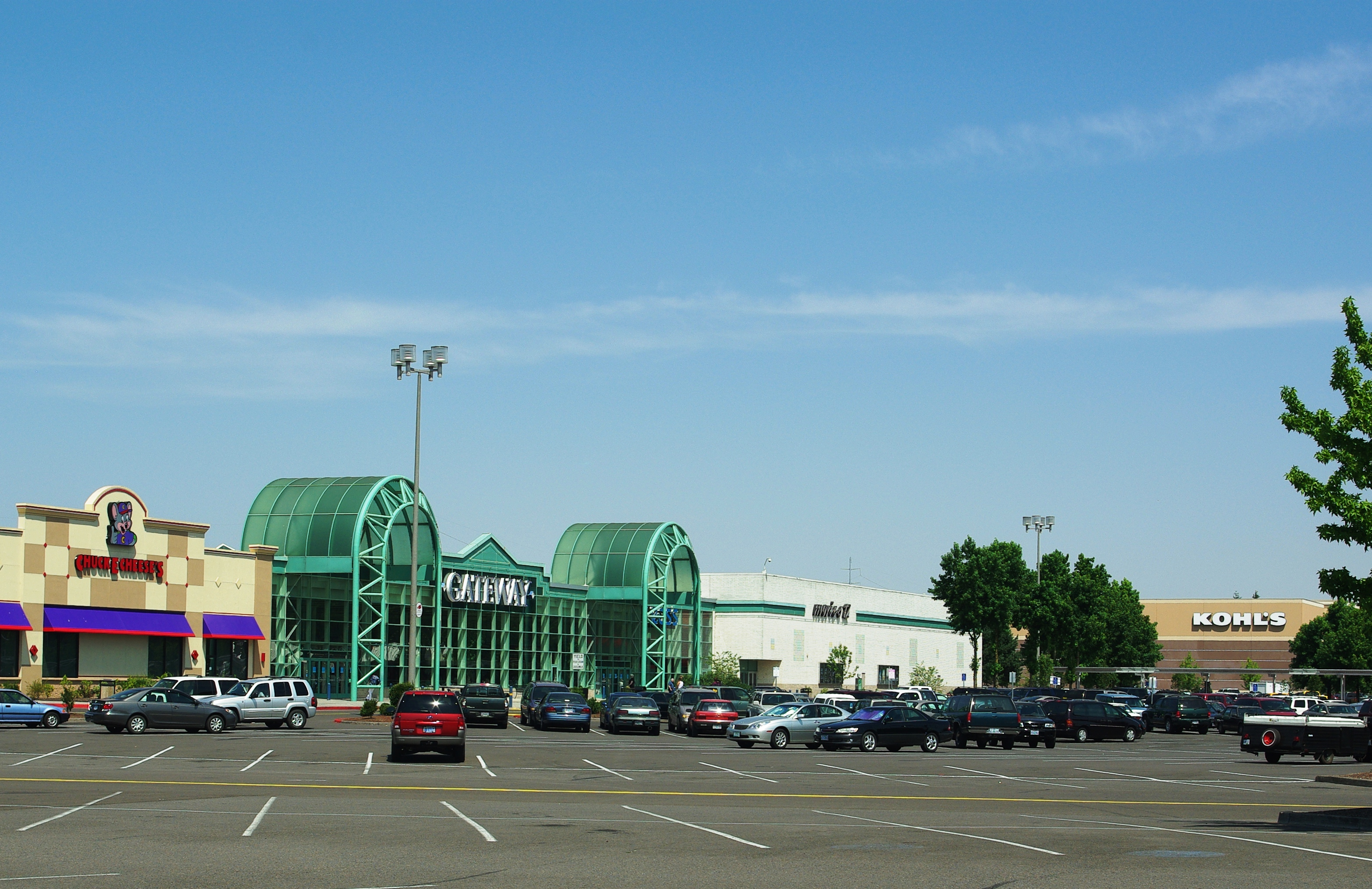
A Gateway Mall bevásárlóközpont

### Földrajz
A Népszámlálási Hivatal adatai alapján a város teljes területe 40,79 km², melyből 0,03 km² vízi.
A város északi határán folyik a McKenzie-folyó.

#### Kerületek
A városnak nincsenek hivatalos kerületei. A nem hivatalos kerületek az alábbiak:
- Gateway
- Glenwood
- North Springfield
- Thurston
- Washburne Historic District (tájvédelmi körzet)

### Éghajlat
A térség nyarai melegek (de nem forróak) és szárazak; a havi maximum átlaghőmérséklet 22 °C. A Köppen-skála alapján a város éghajlata meleg nyári mediterrán. A legcsapadékosabb a november–január, a legszárazabb pedig a július–augusztus közötti időszak. A legmelegebb hónap augusztus, a leghidegebb pedig januárt.
| Hónap                         | Jan.  | Feb.  | Már. | Ápr. | Máj. | Jún. | Júl. | Aug. | Szep. | Okt. | Nov.  | Dec.  | Év    |
| ----------------------------- | ----- | ----- | ---- | ---- | ---- | ---- | ---- | ---- | ----- | ---- | ----- | ----- | ----- |
| Rekord max. hőmérséklet (°C)  | 20,6  | 25,6  | 26,7 | 31,7 | 35,0 | 38,9 | 41,1 | 42,2 | 39,4  | 34,4 | 24,4  | 20,0  | 42,2  |
| Átlagos max. hőmérséklet (°C) | 8,3   | 10,6  | 13,3 | 16,1 | 19,4 | 22,8 | 27,8 | 28,3 | 25,0  | 17,8 | 11,1  | 7,8   | 17,4  |
| Átlaghőmérséklet (°C)         | 4,7   | 6,1   | 8,1  | 10,3 | 12,8 | 15,9 | 19,2 | 19,4 | 16,7  | 11,4 | 7,2   | 5,3   | 11,5  |
| Átlagos min. hőmérséklet (°C) | 1,1   | 1,7   | 2,8  | 4,4  | 6,1  | 8,9  | 10,6 | 10,6 | 8,3   | 5,0  | 3,3   | 2,8   | 5,5   |
| Rekord min. hőmérséklet (°C)  | −20,0 | −19,4 | −7,8 | −3,9 | −2,2 | 0,0  | 3,9  | 1,7  | −1,1  | −8,3 | −11,1 | −24,4 | −24,4 |
| Átl. csapadékmennyiség (mm)   | 175   | 142   | 127  | 84   | 81   | 38   | 12   | 15   | 33    | 84   | 196   | 198   | 1185  |
| Forrás: The Weather Channel   |       |       |      |      |      |      |      |      |       |      |       |       |       |

## Gazdaság
A város gazdasága évekig a faiparon alapult; a fő foglalkoztató a Weyerhaeuser volt. Helyi üzemüket 1949-ben nyitották meg; az agresszíven folytatott fakitermelés miatt a termőterület csökkent, ami leépítésekhez vezetett. A 90-es években fűrésztelepüket és rétegelt lemez-feldolgozójukat bezárták, a papírgyárban pedig leépítések voltak. Manapság Springfield gazdasága már vegyesebb képet mutat.
A tejcsarnokot Ken Kesey fivére, Chuck, és annak felesége, Sue alapította 1960-ban. Az üzem a mai napig működik; legsikeresebb terméke a Nancy's Yogurt, melyet Nancy Hamren receptje alapján készítenek. A 70-es években a Grateful Dead rockbanda menekítette meg őket a csődtől: 10 koncertet tartottak megsegítésükre. A Sunshine Daydream az első, 1972. augusztus 27-i fellépést dolgozza fel.
A várost mogyorókertek veszik körül. A termelés csökkent, mivel egyre több területet építenek be. 2007-ig minden év augusztus elején megrendezték a Filbert Festivalt, zenékkel, ételekkel és családi programokkal. 2007-ben az egyik szponzor felmondta a támogatást, így a fesztivál jövője bizonytalan. A mogyorót októberben takarítják be; az USA mogyorótermésének 98%-a a Willamette-völgyből származik.

### Fő foglalkoztatók
A 2011-es adatok
alapján a fő foglalkoztatók:
|    | Foglalkoztató                            | Alkalmazottak |
| -- | ---------------------------------------- | ------------- |
| 1  | PeaceHealth Medical Group                | 3 350         |
| 2  | Springfieldi Iskolakerület               | 1 291         |
| 3  | Symantec                                 | 1 253         |
| 4  | McKenzie-Willamette Medical Center       | 786           |
| 5  | PeaceHealth Laboratories                 | 473           |
| 6  | Royal Caribbean International            | 425           |
| 7  | Springfield                              | 423           |
| 8  | Walmart                                  | 405           |
| 9  | Willamalane Park and Recreation District | 341           |
| 10 | Rosboro Forest Products                  | 320           |

## Városvezetés
Springfield a városkezelési feladatok ellátására egy menedzsert, Gino Grimaldit alkalmaz. A polgármester Christine Lundberg, a képviselőtestület pedig 6 tagból áll (Sean Van Gordon, Hillary Wylie, Sheri Moore, Dave Ralston, Marilee Woodrow és Joe Pishioneri).

### Közbiztonság
A városnak két közbiztonságért felelős szerve van: a rendfenntartásért a Springfield Police Department, a tűzvédelemért pedig a Springfield Fire and Life Safety felel.

## Népesség

### 2010
A 2010-es népszámláláskor a városnak 59 403 lakója, 23 665 háztartása és 14 737 családja volt. A népsűrűség 1457 fő/km². A lakóegységek száma 24 809, sűrűségük 608,5 db/km². A lakosok 85,9%-a fehér, 1,1%-a afroamerikai, 1,4%-a indián, 1,3%-a ázsiai, 0,3%-a a csendes-óceáni szigetekről származik, 5,2%-a egyéb-, 4,8% pedig kettő vagy több etnikumú. A spanyol vagy latino származásúak aránya 12,1% (9,8% mexikói, 0,3% Puerto Ricó-i, 0,1% kubai, 1,9% pedig egyéb spanyol/latino származású).
A háztartások 29,8%-ában élt 18 évnél fiatalabb. 40,9% házas, 15,2% egyedülálló nő, 6,2% pedig egyedülálló férfi; 37,7% pedig nem család. 27,9% egyedül élt; 9,2%-uk 65 éves vagy idősebb. Egy háztartásban átlagosan 2,49 személy élt; a családok átlagmérete 3 fő.
A medián életkor 34,5 év volt. A város lakóinak 27%-a 18 évesnél fiatalabb, 7,4% 18 és 24 év közötti, 29%-uk 25 és 44 év közötti, 25%-uk 45 és 64 év közötti, 11,6%-uk pedig 65 éves vagy idősebb. A lakosok 49%-a férfi, 51%-uk pedig nő.

### 2000
A 2000-es népszámláláskor a városnak 52 864 lakója, 20 514 háztartása és 13 479 családja volt. A népsűrűség 1 296,7 fő/km². A lakóegységek száma 21 500, sűrűségük 527,3 db/km². A lakosok 89,6%-a fehér, 0,7%-a afroamerikai, 1,4%-a indián, 1,1%-a ázsiai, 0,3%-a Csendes-óceáni szigetekről származik, 3,1%-a egyéb-, 3,8% pedig kettő vagy több etnikumú. A spanyol vagy latino származásúak aránya 6,9% (5,4% mexikói, 0,2% Puerto Ricó-i, 0,1% kubai, 1,3% pedig egyéb spanyol/latino származású).
A háztartások 35,3%-ában élt 18 évnél fiatalabb. 45,7% házas, 14,3% egyedülálló nő; 34,3% pedig nem család. 25,4% egyedül élt; 7,8%-uk 65 éves vagy idősebb. Egy háztartásban átlagosan 2,55 személy élt; a családok átlagmérete 3,03 fő.
A város lakóinak 30,2%-a 18 évnél fiatalabb, 8,3%-a 18 és 24 év közötti, 31,1%-a 25 és 44 év közötti, 20%-a 45 és 64 év közötti, 10,3%-a pedig 65 éves vagy idősebb. A medián életkor 32,1 év volt. Minden 100 nőre 95,7 férfi jut; a 18 évnél idősebb nőknél ez az arány 92,5.
A háztartások medián bevétele 33 031 amerikai dollár, ez az érték családoknál $38 399. A férfiak medián keresete $30 973, míg a nőké $22 511. A város egy főre jutó bevétele (PCI) $15 616. A családok 14,8%-a, a teljes népesség 17,9%-a élt létminimum alatt; a 18 év alattiaknál ez a szám 23,5%, a 65 évnél idősebbeknél pedig 9,8%.

## Művészetek és kultúra
Ken Kesey író fiatalkorában Springfieldbe költözött, majd a helyi gimnáziumban érettségizett; ezután az Oregoni Egyetem hallgatója lett. Néhány évig nem tudta eldönteni, mihez kezdjen (ezt Tom Wolfe is leírta Savpróba című könyvében), egy helyi farmot vásárolt, és 2001-es haláláig meghatározó helyi híresség volt.

### Kulturális helyszínek
A 2006 decemberében felújított belvárosi főutcán található történelmi McKenzie Theater Richard E. Wildish Community Theater néven működik tovább. A főként koncerteknek, elbeszéléseknek, táncelőadásoknak, drámáknak, fesztiváloknak és kisebb musicaleknek otthont adó helyszín 284 embert tud befogadni. A 3,1 millió dollárba kerülő hatéves beruházást a Springfield Renaissance Development Corporation szorgalmazta.

## Szolgáltatások

### Oktatás

#### Iskolák
A Springfieldi Iskolakerület Oregon egyik legnagyobbja: 15 általános- és 4 középiskolája, valamint 4 gimnáziuma van. A legtöbb tanulót számláló gimnáziumok a Thurston High School és a Springfield High School. A Csendes-óceáni Úttörő Főiskola egy telephelye Gateway kerületben található.

#### Könyvtárak
A város könyvtára, a Springfieldi Közkönyvtár a városháza épületében helyezkedik el.

### Egészségügy
A városnak két kórháza van: a McKenzie-Willamette Medical Center és a PeaceHealth által működtetett Sacred Heart Medical Center at RiverBend.

## A város a Simpson családban
A 2007-es A Simpson család – A film premierje előtt a készítők szavazást indítottak, hogy a 16 pályázó Springfield közül melyik nyerje el a premiert. Az oregoni végül a 3. lett; a nyertes a vermonti Springfield. 2012 áprilisában egy interjúban a szintén oregoni Matt Groening elmondta, hogy a rajzfilmbeli Springfieldet az oregoniról mintázták, valamint ezt szándékosan titkolták, hogy az emberek elhihessék, hogy saját városukról van szó.

## Híres személyek
- Bill Dellinger – atléta
- Dan Straily – baseball-kezdőjátékos
- Diane Downs – gyerekgyilkos
- Eric Millegan – színész
- Ken Kesey – író
- Kip Kinkel – a thurstoni gimnáziumi lövöldözés elkövetője
- Peter DeFazio – képviselő
- Robert W. Straub – kormányzó
- Sheila Bleck – testépítő
- Theodore Sturgeon – színész

## Fordítás
Ez a szócikk részben vagy egészben  a   Springfield, Oregon című angol Wikipédia-szócikk ezen változatának fordításán alapul.  Az eredeti cikk szerkesztőit annak laptörténete sorolja fel. Ez a jelzés csupán a megfogalmazás eredetét és a szerzői jogokat jelzi, nem szolgál a cikkben szereplő információk forrásmegjelöléseként.